# Vladimir Viktorovič Adoratskij
Vladimir Viktorovič Adoratskij (in russo Владимир Викторович Адоратский?; Kazan', 19 agosto 1878 – Mosca, 5 giugno 1945) è stato un filosofo russo.
Archivista nazionale dal 1920, fu membro dell'Accademia russa delle scienze dal 1923. Fu uno degli esponenti di spicco del marxismo.

## Biografia
Figlio di un funzionario di basso livello che vantava un titolo nobiliare, si laureò in giurisprudenza all'Università di Kazan' e nel 1904 aderì alla fazione bolscevica del Partito Operaio Socialdemocratico Russo. Arrestato l'anno seguente e deportato nella provincia di Astrachan', dopo la sua liberazione si recò in esilio a Ginevra: proseguì poi la sua peregrinazione a Parigi, Londra (dove fu in contatto con Sidney e Beatrice Webb), Berlino e Monaco di Baviera; tornò in Russia nel 1918.
Dal 1920 al 1928 fu vicedirettore dell'Archivio Centrale di Stato, dal 1928 al 1931 vicedirettore dell'Istituto Lenin e dal 1932 membro dell'Accademia delle scienze dell'URSS. Negli anni Venti curò volumi di scritti filosofici di Marx, Engels e Lenin e scrisse una serie di opere sulla teoria marxista dello Stato e del diritto e sulla filosofia e la storia del marxismo.
Nel dicembre 1929, durante la celebrazione del 50º compleanno ufficiale di Iosif Stalin (in realtà, aveva 51 anni), i principali accademici sovietici avrebbero dovuto produrre articoli che elogiassero il contributo del leader alle loro discipline. Il capo dell'Istituto Marx-Engels David Rjazanov e il più importante filosofo sovietico, Abram Deborin, non vollero esaltare l'uomo d'acciaio in alcun modo; tuttavia Adoratskij fece pubblicare un articolo Izvestija in cui lodava Stalin come un grande teorico marxista.
Nel 1931 l'Istituto Marx-Engels e l'Istituto Lenin vennero fusi e Adoratskij divenne il direttore di questa nuova struttura unitaria. Diresse anche il Dipartimento di Filosofia dell'Accademia Comunista dal 1931 al 1936 e l'Istituto di Filosofia dell'Accademia delle Scienze dell'URSS dal 1936 al 1939. Non venne coinvolto nelle purghe staliniane, ma nel 1939 fu costretto a dimettersi da tutti gli incarichi per motivi di salute; il suo posto da direttore dell'Istituto Marx-Engels-Lenin venne preso da Mark Borisovič Mitin.
Nel luglio del 1941, quando l'Istituto venne evacuato in concomitanza con l'avanzata nazista verso Mosca, Adoratskij dichiarò di essere troppo malato per viaggiare in un vagone merci: a causa di questo diniego fu espulso dall'istituto e gli venne negato lo stipendio. Sua figlia lanciò un appello a Mitin affinché intervenisse, ma quest'ultimo si rifiutò. Adoratskij fu quindi evacuato con altri membri dell'Accademia delle scienze ad Alma Ata, dove si ammalò gravemente. Una volta dimesso dall'ospedale, gli venne assegnata una casa popolare dove poté lavorare in cucina. Tornò nella capitale sovietica nel 1943 e vi morì all'circa due anni dopo.